# Сибата, Куниаки
Куниаки Сибата (яп. 柴田 国明), 29 марта 1947, Хитати, Япония) — японский боксёр-профессионал. Чемпион мира в полулёгкой (WBC, 1970—1972) и 2-й полулёгкой (WBA, 1973; WBC, 1974—1975) весовых категориях.

## Профессиональная карьера
Дебютировал на профессиональном ринге 6 марта 1965 года. Одержал победу нокаутом в 1-м раунде.
5 июля 1967 года нокаутировал в 1-м раунде бывшего претендента на титул чемпиона мира в легчайшем весе японца Кацутоси Аоки.

### Чемпионский бой с Висенте Сальдиваром
11 декабря 1970 года встретился с чемпионом мира в полулёгком весе по версии WBC мексиканцем Висенте Сальдиваром. Одержал досрочную победу: Сальдивар отказался продолжать бой после 12-го раунда.
3 июня 1971 года нокаутировал в 1-м раунде мексиканца Рауля Круса.
11 ноября 1971 года встретился с панамцем Эрнесто Марселем. Поединок завершился вничью. Счёт судей: 72-69, 71-71, 65-71.
19 мая 1972 года проиграл нокаутом в 3-м раунде мексиканцу Клементе Санчесу и потерял титул.

### Чемпионский бой с Беном Виллафлором
12 марта 1973 года встретился с чемпионом мира во 2-м полулёгком весе по версии WBA филиппинцем Беном Виллафлором. Победил по очкам. счёт судей: 72-70, 72-71, 71-69.
19 июня 1973 года победил по очкам аргентинца Виктора Федерико Эчегарая. Счёт судей: 73-70, 72-68, 72-71.
17 октября 1973 года во второй раз встретился с Беном Виллафлором. Проиграл нокаутом в 1-м раунде и потерял титул.

### Чемпионский бой с Рикардо Арредондо
28 февраля 1974 года встретился с чемпионом мира во 2-м полулёгком весе по версии WBC мексиканцем Рикардо Арредондо. Победил по очкам. Счёт судей: 149—140, 146—143, 148—144.
27 июня 1974 года победил по очкам панамца Антонио Амайю. Счёт судей: 73-70, 70-70, 72-71.
3 октября 1974 года нокаутировал в 15-м раунде эквадорца Рамиро Боланьоса.
27 марта 1975 года победил по очкам алжирца Ульда Маклуфи. Счёт судей: 75-69 и 75-65 (дважды).
5 июля 1975 года проиграл нокаутом во 2-м раунде пуэрториканцу Альфредо Эскалере и потерял титул.
12 октября 1976 года победил по очкам бывшего претендента на титул чемпиона мира во 2-м полулёгком весе японца Сусуму Окабе. Счёт судей: 50-47 (все).

## Титулы и достижения
- Чемпион мира в полулёгком весе по версии WBC (1970—1972).
- Чемпион мира во 2-м полулёгком весе по версии WBA (1973).
- Чемпион мира во 2-м полулёгком весе по версии WBC (1974—1975).